# رينزو باربيرا
رينزو باربيرا (بالإيطالية: Renzo Barbera)‏‏ (19 أبريل 1920 في باليرمو - 20 مايو 2002 في باليرمو) رائد أعمال من إيطاليا.